# حدود العالم
حدود العالم من المشرق إلى المغرب هو كتاب جغرافيا باللغة الفارسية، نُشر في القرن العاشر لمؤلف مجهول من قوزقان الواقعة الآن في شمال أفغانستان.
كتبه سنة 372 هـ مؤلف مجهول الاسم باللغة الفارسية ولكن مع الاتصال بالعلم العربي ولم يصلنا الكتاب إلا عبر مخطوطة وحيدة عثر عليها المستشرق الروسي تومانسكي. ولا نعرف عن الكاتب إلا أنه كان على علاقة ببلاط أبي الحارث محمد بن أحمد فريغون حاكم الجوزجان.
نشر المتن الفارسي مع مقدمة المستشرق فاسيلي بارتولد سنة 1930 م. نقلها إلى الإنكليزية مينورسكي سنة 1937 م. بعنوان مناطق العالم كما نقله من الفارسية إلى العربية يوسف الهادي، وصدرت الطبعة الأولى سنة 1419 هـ / 1999 م.
وضع الكتاب في نهاية عام 982م/372هـ، أشار الكتاب بأنه كان مُهدى إلى أبي الحارث محمد بن أحمد الحاكم الثاني من سلالة آل فريغون، لم يُعرف كاتب الكتاب، ولكن فلاديمير مينورسكي خمَّن أن يكون كاتبه هو شعيا بن فريغون، الذي كان رائدا في مؤلفاته العلمية حسب قوله التي شملت موسوعة العلوم، أو جوامع العلوم، واختلف المستشرق الألماني شتينشنايدر بأن ابن فريغون كان يهودي الأصل. وأشار فؤاد سزكين بأنه يقال له ابن فريغون وكان أحد تلامذة ابن زيد البلخي أما محمود مصري يذكره حين يتكلم عن عن ابن زيد البلخي فيقول: كان من تلاميذه ابن فريغون واسـمه مبتغي أو معن بن فريغون، توفي في النصف الثاني من القرن الرابع الهجريَّ، ومـن آثـاره جوامع العلـوم.
لم يكن نص كتاب حدود العالم إلا جزءا من كتاب أكبر احتوى على عدة مواضيع وأعمال أخرى كان منها:
- كتاب فارسي يقال له كتاب العالم، لمؤلف يدعى محمد ابن نجيب بركان.
- مقدمة قصيرة عن الموسيقى.
- كتاب حدود العالم نفسه.
- وكتاب جامع العلوم لفخر الدين الرازي.